# 942 a.C.
Il 942 a.C. (CMXLII a.C. in numeri romani) è un anno  del X secolo a.C.

## Eventi
- Mar-biti-akhe-iddina è Re di Babilonia.